# Dubina (přírodní památka)
Dubina je přírodní památka u Prusinovic v okrese Kroměříž. Důvodem ochrany je přirozená dubohabřina s výskytem třešně křovité (Prunus fruticosa).